# Pitjapapers

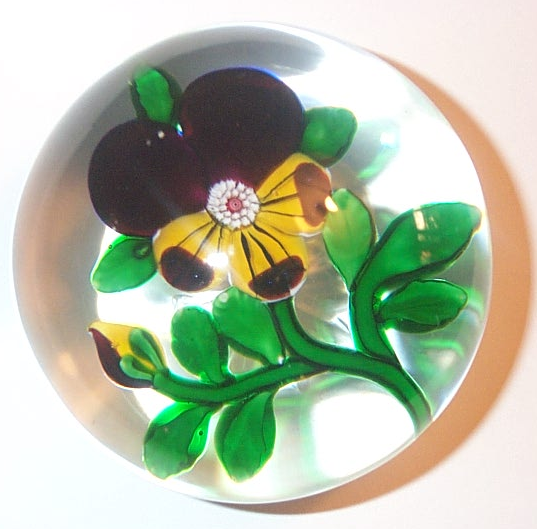
Pitjapapers

Un pitjapapers o petjapapers és un estri destinat a exercir un pes sobre folis, cartes o un altre tipus de papers per immobilitzar-los.

## Història
Els petjapapers van néixer amb la Revolució industrial quan les oficines van començar a utilitzar documents de diversos tipus com factures o cartes que es dipositaven sobre les taules. Al comptar els edificis amb finestres que s'obrien periòdicament, es va fer necessari comptar amb un objecte pesat que pressionés sobre ells i impedir que volessin amb el vent. El que va començar sent un element merament funcional, potser una pedra o un tros de metall, va evolucionar cap a objectes d'acurada estètica. Cap als anys 1840, a França va emergir una indústria que transformaria els simples petjapapers en obres d'art per a l'escriptori.
Cap a aquesta època els artesans italians de Murano realitzaven obres artístiques en vidre heretades de la tradició romana. Els francesos van aportar a la seva tècnica les propietats òptiques del vidre que van aplicar a les seves realitzacions. Així, van introduir objectes decoratius dins d'esferes de manera que la seva imatge es veia amplificada.
Actualment, els petjapapers es comercialitzen en gran varietat de formes i colors tenint en comú tan sols un pes suficient per subjectar les piles de papers.

## Col·leccionisme

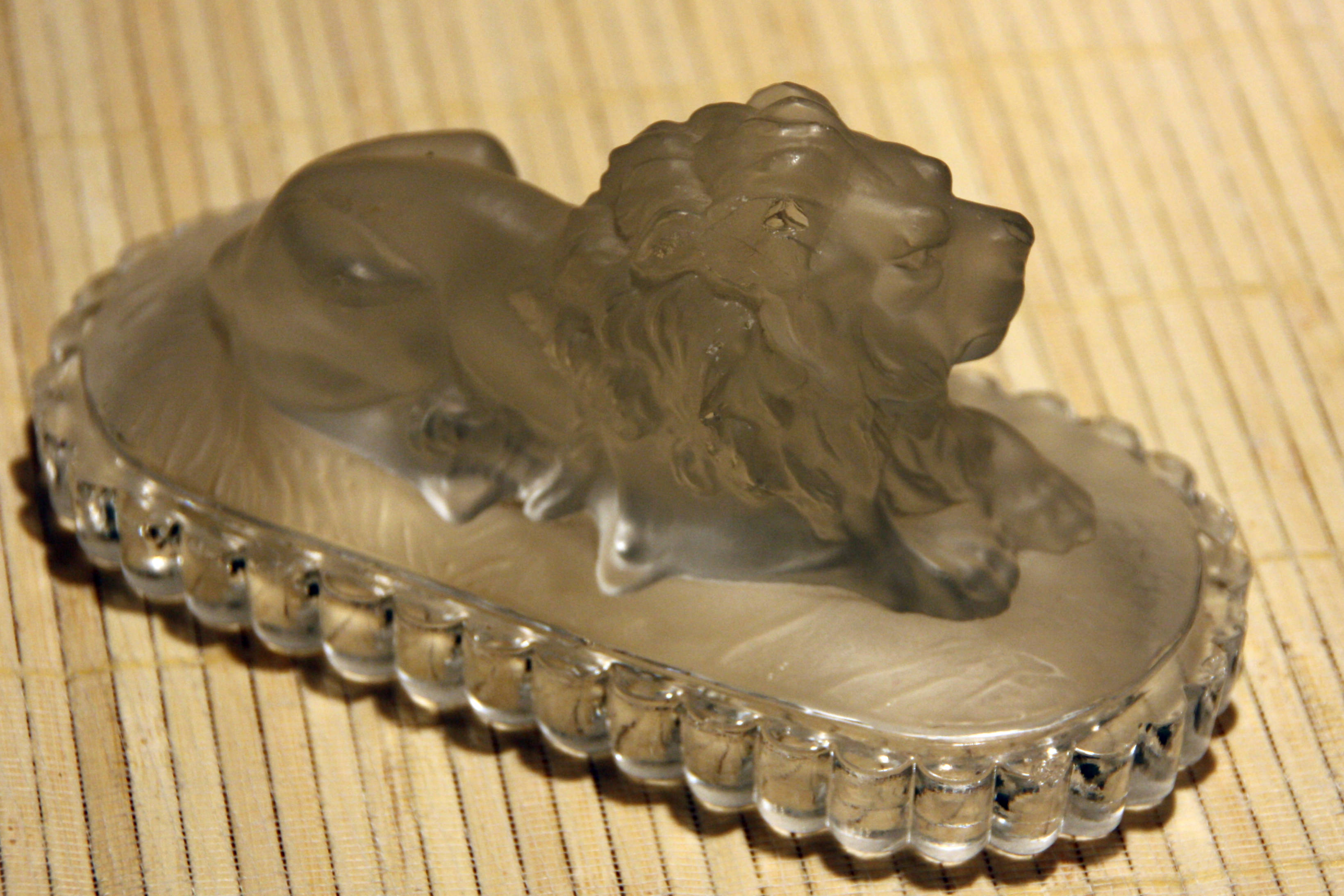
Petjapapers de vidre en forma de lleó.

Els petjapapers antics s'han convertit en objectes de col·leccionisme, existint gran nombre d'associacions i cercles de col·leccionisme en diferents països.
Els col·leccionistes poden especialitzar-se en un o diversos tipus de petjapapers, entre els quals destaquen:
- Les esferes de petites boles de colors que formen composicions cromàtiques amb diverses disposicions.
- Els que representen flors, plantes o animals realitzats a partir de peces de vidre de colors a les quals s'ha donat forma i agrupat aplicant una font de calor.

Els principals períodes identificats pels col·leccionistes són:
- Clàssic. Dura des 1840 fins a 1880 i se centra principalment en determinades ciutats de França, Regne Unit i Estats Units.
- Folklòric i publicitari. Es va desenvolupar des de l'any 1880 fins a la II Guerra Mundial. En aquest període es produeix el declivi de les grans fàbriques de vidre i el naixement d'explotacions familiars més petites.
- Contemporani. A partir de la II Guerra Mundial, es va estendre la fabricació de petjapapers d'estudi. Els artistes treballen sols en els seus estudis reproduint tècniques d'elaboració del període clàssic.

## Galeria

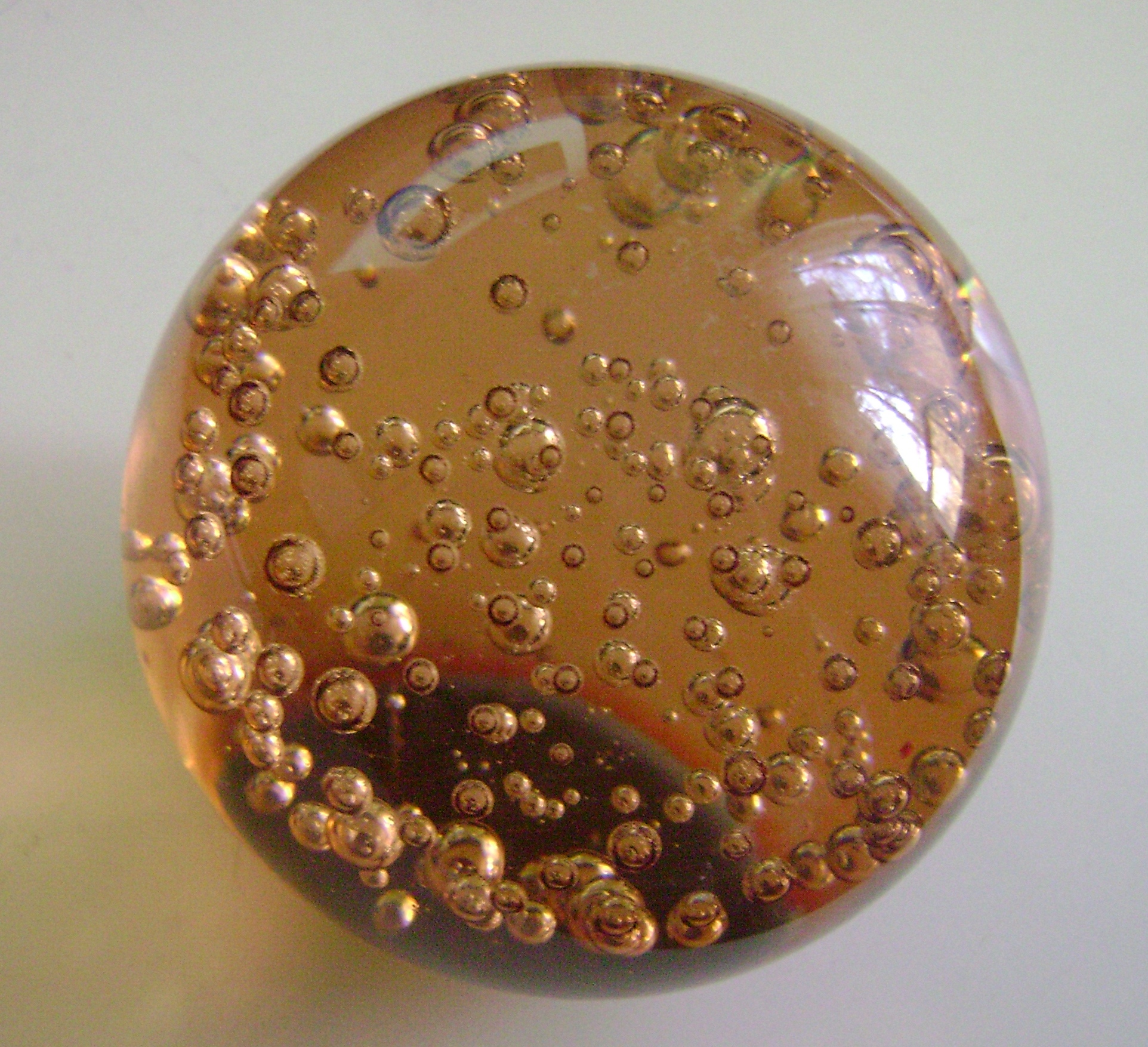
Petjapapers de vidre
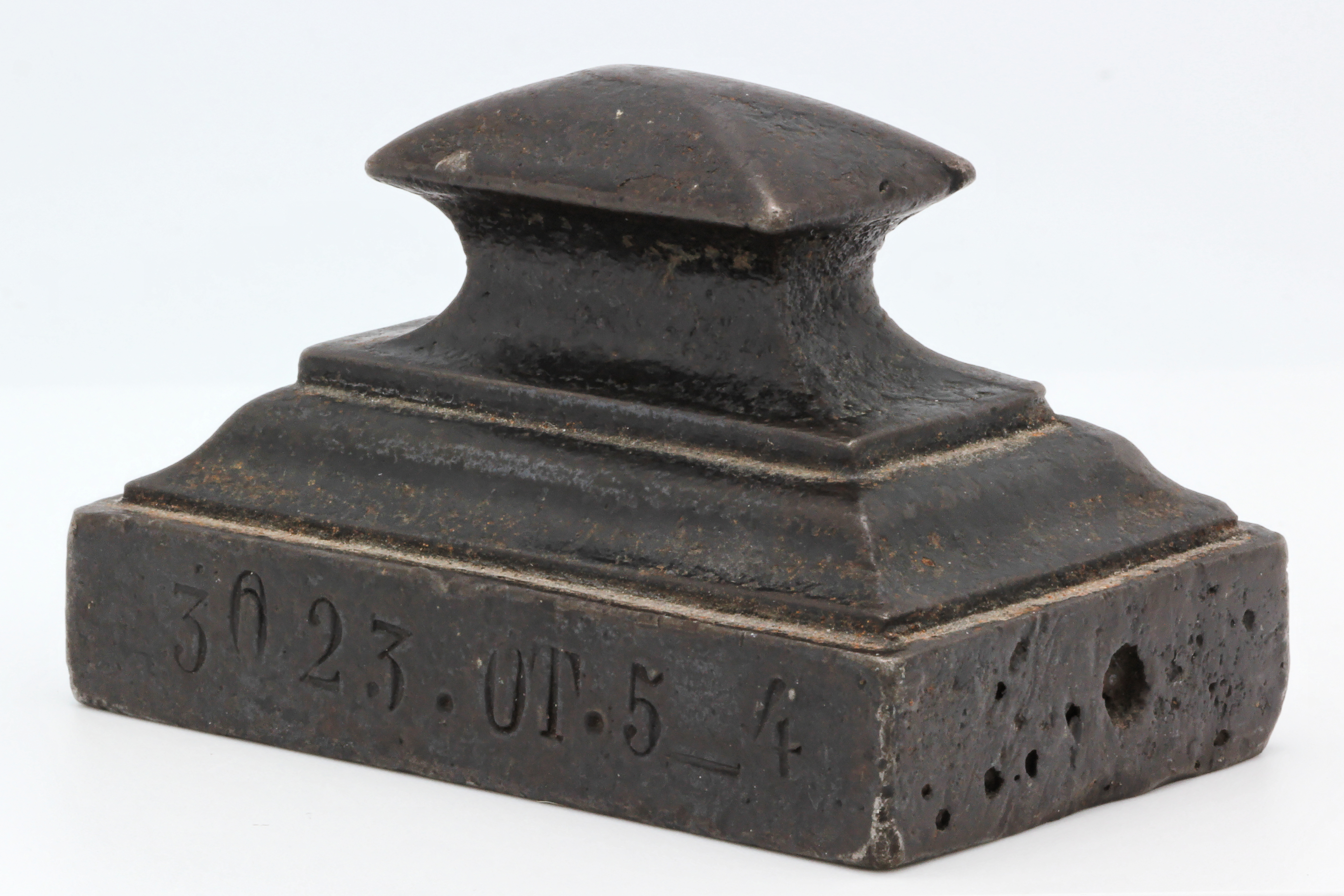
petjapapers clàssic
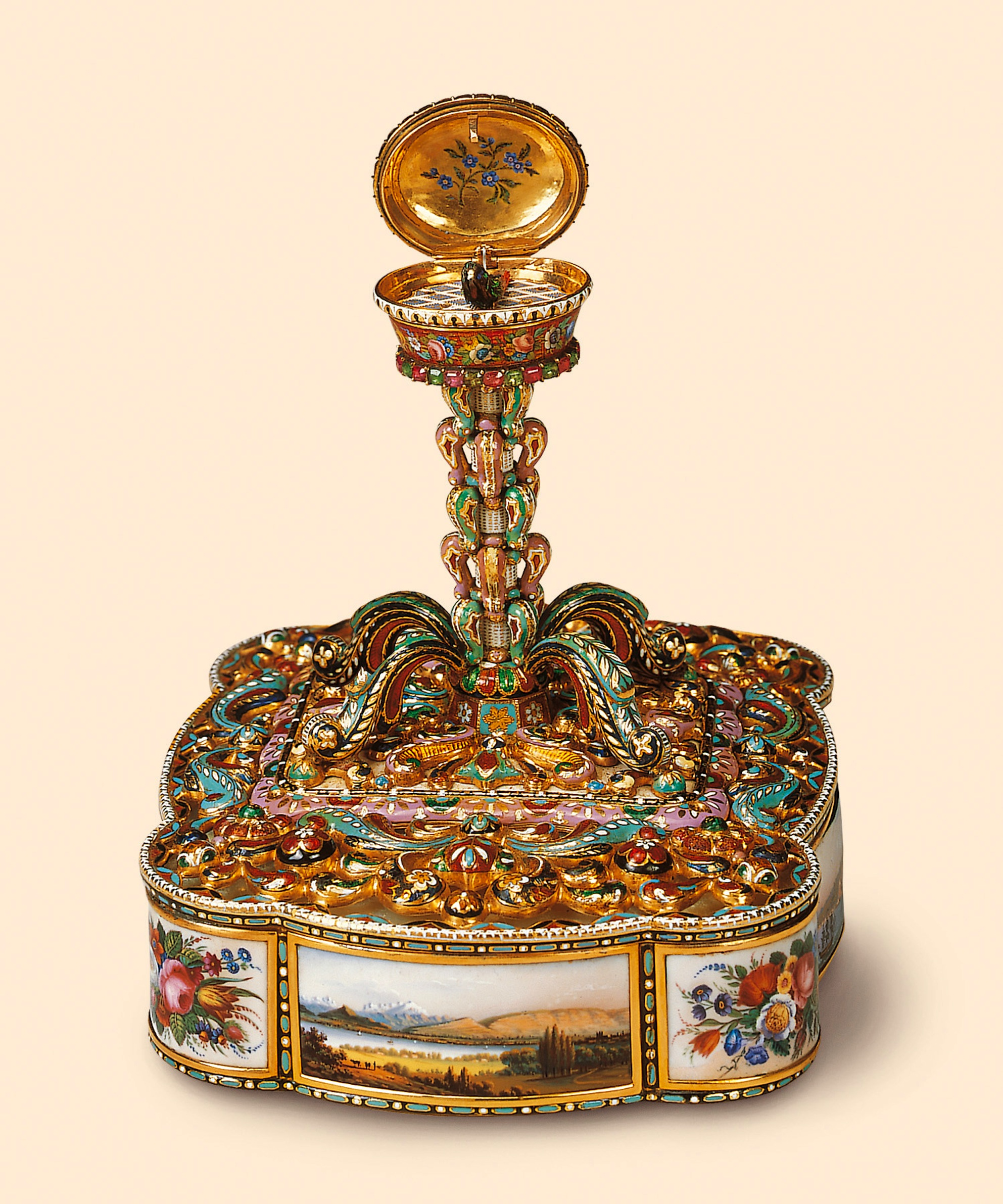
Joia en forma de petjapapers de realitzada per Louis Dufaux pare en el 1840.
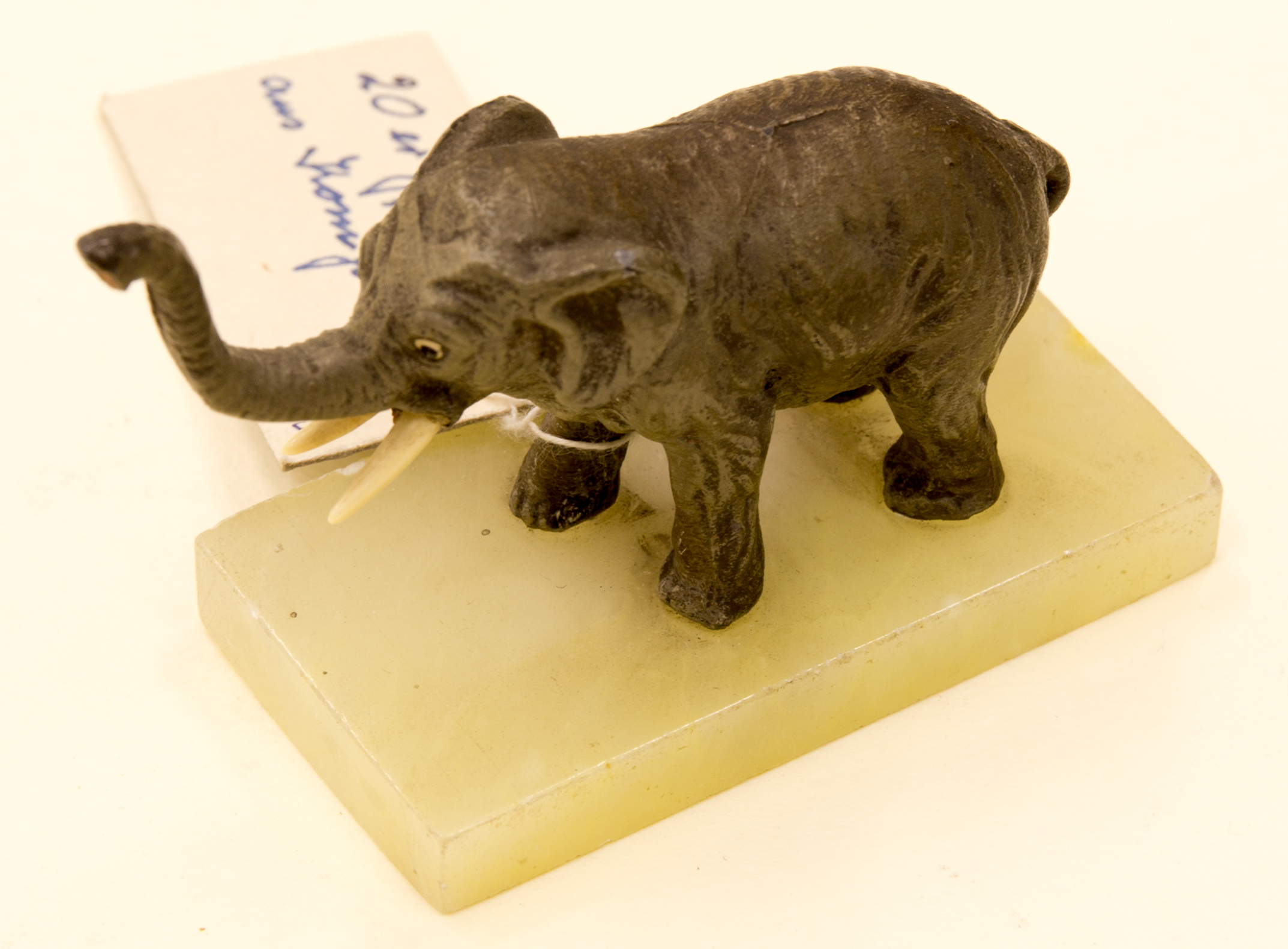
Petjapapers en forma d'elefant
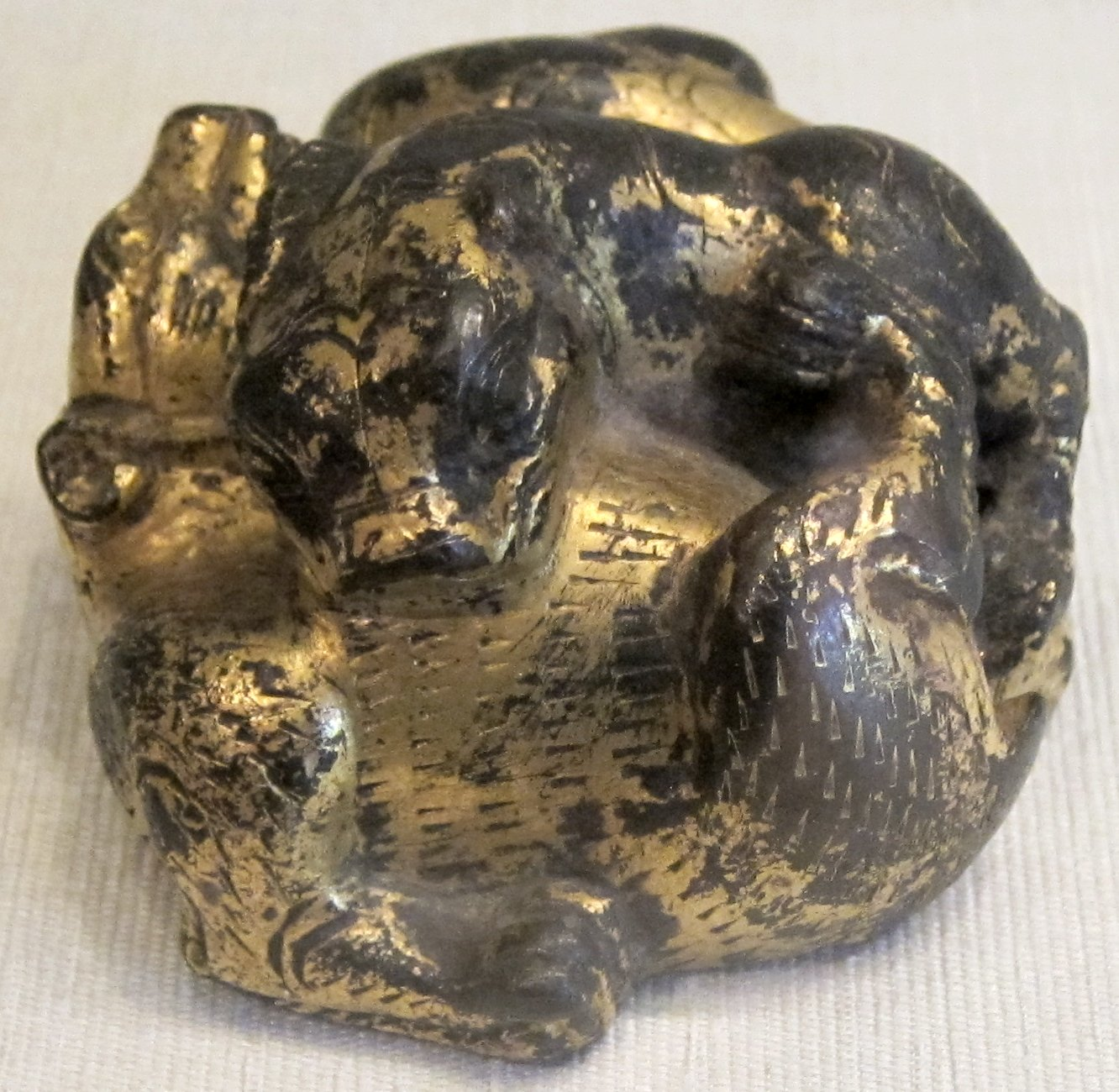
Petjapapers de bronze de la dinastia Han